# داريو فرنانديز
داريو فرنانديز (بالإسبانية: Darío Fernández)‏ (24 سبتمبر 1978 ببونتا ألتا في الأرجنتين - ) هو لاعب كرة قدم أرجنتيني في مركز الوسط. لعب مع أريس تسالونيكي وأوليمبو وأوليمبياكوس فولو وبيتار القدس وتشاكاريتا جيونيورز وغودوي كروز وكيلمس ونادي بانيونيوس وهبوعيل حيفا وHapoel Afula F.C. ‏ وIndependiente Rivadavia ‏ ونادي كوبريلوا وألكي لارانكا ‏ وSporting Punta Alta ‏.

## وصلات خارجية
- داريو فرنانديز على موقع قاعدة بيانات كرة القدم.إي يو (الإنجليزية)
- داريو فرنانديز على موقع Soccerway.com (الإنجليزية)